# Ugashik
Ugashik (Ugaasaq) è un CDP degli Stati Uniti d'America, situato nello Stato dell'Alaska e in particolare nel Borough di Lake and Peninsula.